# 개천 정치범수용소
개천 정치범수용소(价川政治犯收容所, 정식 명칭:개천 제14호 관리소)는 조선민주주의인민공화국 평안남도 개천시에 있는 정치범 수용소이다. 개천시내에서 20Km 남동쪽 대동강 유역에 위치해 있다. 또다른 정치범 수용소인 '개천 제1호 교화소'는 14호 관리소의 북서쪽으로 20 km 떨어진 곳에 위치해 있다. 이 개천 정치범수용소는 종신형과 사형자들만 모아놓기 때문에, 탈출하기가 거의 불가능하다.

## 위치
개천 제14호 관리소는 1959년 조선의 평안남도 개천시 중심부에서 동남쪽으로 약 20 km 떨어진 곳에 만들어졌다. 남쪽으로는 대동강이 관리소의 경계와 맞닿아 있고, 강 북쪽에 있는 부락산 일부가 관리소 안에 위치해 있다. 대동강 맞은편에는 북창 제18호 관리소가 있다. 위성 사진으로 확인된 관리소의 면적은 약 155 km2로서, 서울시 면적의 1/4 또는 개천시 전체 면적의 1/5의 규모이다. 수용소 인근에는 대동강을 따라 대건선이 통과하며 외동역이 설치되어 있다.

## 현황
관리소는 "교화가 불가능"하다고 분류된 정치범들을 사회로부터 격리시키기 위한 목적으로 만들어졌다. 관리소의 수감자들은 광산·집단 농장과 같은 열악한 환경에서 강제 노동에 동원된다.
개천 관리소의 수감자들은 한번 들어오게 되면 석방이 원천적으로 불가능하고, 사망할때까지 고된 노동에 시달린다. 수감자들은 외부 세계와 철저히 격리되어 생활하고, 관리소 안에는 죄수들을 위한 막사가 각각 남자, 여자, 청소년별로 분리되어 있다. 모두 15,000명 가량의 죄수들이 수용되어 있는 것으로 판단되며, 이들을 통제하기 위한 간수들의 막사와 행정본부등이 관리소 안에 별도로 존재한다.

## 관리소내 인권침해 실태
개천 수용소를 탈출한 탈북자들의 증언에 따르면, 수감자들은 오전 5:30부터 자정까지 탄광과 공장에서 고되고 위험한 일을 하도록 강요받는다. 적게는 11살된 어린이부터 학교 수업이 끝나는 대로 작업장에 배치되고, 아이와 부모가 함께 보내는 시간도 매주 제한적이다. 수용소의 규칙을 어기게 되면 사소한 것에도 고문이 가해지고, 심한 경우에는 사형에 처해진다. 수용소 내의 식량 사정은 매우 열악해서 죄수들은 500g이 조금 안 되는 옥수수밥과 염장(소금)국만 배급받을 뿐이다. 이 때문에 많은 사람들이 영양 결핍으로 쇠약해지고, 매년 질병, 사고, 영양실조, 고문에 의한 후유증등으로 사망하고 있다. 단백질 부족과 비타민 B3(니코틴산) 결핍은 심각한 질병을 일으킬 수 있기 때문에, 수감자들은 생존을 위해서 들쥐, 뱀, 개구리, 곤충등을 잡아먹는다. 수용소 규칙 상 배급된 식량 외에 동물이나 식물을 사냥, 재배해 섭취하는 것은 불법이므로 적발 시 고문이나 독방 수감 등의 징계가 뒤따른다.

### 신동혁의 증언
개천 수용소를 탈출한 신동혁은 수용소에서 경험하고 목격한 인권 유린사례에 대해서 다음과 같이 증언했다.
- 신동혁의 어머니와 형이 탈출하려 했다는 것이 발각되었들때, 설수도 없고 누울수도 없는 지하 감방에 보내졌다. 그는 이곳에서 여덟달 동안 지내며 고문을 받았다.[9][10]
- 고문을 받는 동안 신동혁은 완전히 발가벗겨져서 발에는 수갑이 채워지고 두 손은 묶인채로 감방의 천장에 매달려졌다. 그를 고문하는 간수들은 달구어진 화로를 매달려 있는 신동혁의 등아래에 놓고, 뜨거워서 발버둥치는 신이 움직이지 못하도록 갈고리로 그의 아래배를 찔렀다.[11] 이때의 후유증으로 신동혁은등에 심한 화상을 입었고 고문으로 인한 흉터를 얻었다.[12] 당시 신동혁의 나이는 14세였다.[10]
- 실패한 탈출 시도로 신동혁의 어머니 차혜경은 교수형에 처해지고, 그의 형 신하근은 총살형에 처해졌다.[13][14] 신동혁은 이들의 공개처형 장면을 지켜봐야만 했다.[10]
- 피복공장에서 일을 하는 동안 신동혁은 실수로 재봉틀을 떨어트린 적이 있었다.[10] 이에 대한 처벌로 수용소 간수들은 그의 중지 한마디를 절단했다.[15]

- 신동혁은 매년 십여건의 공개 처형이 집행되는걸 목격했다.[1] 또다른 수감자인 김영은 그가 속한 관리소 구역에서만 2년동안 약 25명이 처형되는 것을 목격했다.[16]
- 한 6살짜리 소녀는 옥수수 5알을 몰래 훔친것이 발각되어 간수에게 맞아 죽기도 했다.[1]
- 신동혁이 12살이 되던해부터 어머니와 떨어져 지내게 되고 그의 어머니와 만날수 있는 시간도 통제를 받았다. 수용소내의 아이들은 공부대신 김매기, 가을걷이, 거름 나르기등과 같은 육체노동에 시달렸다.[9]
- 13살에서 16살이 되었을때, 신동혁은 위험한 건축공사 현장에 투입되었고 많은 또래 아이들이 작업장에서 사고로 죽는 것을 보았다. 가끔 하루에 네다섯명의 아이들이 사고로 목숨을 잃었고, 한번은 여덟명이 한꺼번에 목숨을 잃기도 했다.[9]
- 신동혁의 사촌누나는 간수들에 의해 강간당한 뒤 죽었다. 사촌누나의 어머니도 딸의 죽음에 통곡하다가, 어디론가 끌려가서 사라졌다.[17]
- 한번은 수용소 보위 지도원들이 이를 잡기 위한 약이라면서 액체로된 화학약품으로 목욕을 하도록 지시했다. 여자 5명과 남자 7명이 이 액체로 몸을 닦았고, 이들은 한달뒤 살이 문드러져 죽어갔다.[10][17]
- 신동혁이 수용소를 탈출할 때 그와 같이 탈출하던 박용철은 고압 전류가 흐르는 철조망에 감전되어 즉사했다.[1]

## 탈출한 수감자
- 김용(1995–1996 개천 수용소 수감, 이후 북창 수용소로 이송)은 그의 아버지와 형이 미국 스파이로 몰려 처형된것을 숨겨오다가 이것이 발각되면서 투옥되었다.[4]
- 신동혁(출생시 이름: 신인근, 1982-2005 개천 수용소 수감)은 관리소 안에서 태어났다. 그의 아버지는 한국 전쟁중 형제들이 남한으로 도망쳤다는 이유로 개천 관리소로 끌려왔다.[1][18]

## 관련 서적
- Blaine Harden, Escape from Camp 14: One Man's Remarkable Odyssey from North Korea to Freedom in the West , Viking (March 29, 2012), hardcover, 224 pages, ISBN-10 0670023329, ISBN-13 978-0670023325.

## 같이 보기
- 조선민주주의인민공화국의 인권